# La Mer (roman)
Pour les articles homonymes, voir La Mer.
La Mer est l'unique roman connu du poète majorquin Blai Bonet, publié dans la maison d'éditions barcelonaise Editorial Aymà en 1958.
L'auteur fait le récit de l'histoire d'amour entre deux adolescents dans un sanatorium de l'île de Majorque, dans les Baléares.

## L'histoire

Blai Bonet, auteur du roman La Mer.

Le roman, considéré comme un récit autobiographique, évoque l'histoire amoureuse de deux jeunes, Manuel et Andreu, tous deux souffrant de tuberculose.

## Les personnages
- Manuel Tur et Andreu Ramallo, deux jeunes qui se rencontrent dans un sanatorium sous l'Espagne franquiste[2].

## Contexte de la publication
Le roman est publié pour la première fois en catalan en 1958 sous la dictature franquiste, régime dans lequel les sujets liés à l'homosexualité sont interdits.
Il est depuis traduit du catalan au français par Mathilde Bensoussan, et dans d'autres langues, dont l'espagnol, l'anglais, le hongrois, le russe, le polonais, puis l'allemand en 2021 sous le titre Das Meer.

## Adaptation
Le roman est adapté au cinéma par le réalisateur Agustí Villaronga en 2000, sous le titre El mar.